# Pallanuoto ai I Goodwill Games - Torneo maschile
Il torneo maschile di pallanuoto ai I Goodwill Games si disputò a Mosca, in Unione Sovietica, nelle giornate dal 9 al 13 luglio 1986, nella piscina scoperta situata all'interno del complesso dello Stadio Centrale Lenin.
Furono sei le nazionali che presero parte alla competizione: l'Unione Sovietica, padrona di casa e detentrice del titolo mondiale e di quello europeo, gli Stati Uniti e la Germania Ovest, rispettivamente secondi e terzi classificati alle ultime Olimpiadi, l'Ungheria vicecampione del Mondo in carica, i Paesi Bassi e la Grecia.
Dette squadre si affrontarono in un torneo con la formula del girone all'italiana dal quale risultò vincitrice la formazione sovietica, che trionfò in tutte e cinque le partite disputate, seguita da quella statunitense ed ungherese, rispettivamente seconda e terza classicata.

## Risultati

### Girone
| Mosca 9 luglio 1986 | Stati Uniti | 12 – 5 | Paesi Bassi | Piscina dello Stadio Centrale Lenin |

| Mosca 9 luglio 1986 | Germania Ovest | 10 – 10 | Ungheria | Piscina dello Stadio Centrale Lenin |

| Mosca 9 luglio 1986 | Unione Sovietica | 10 – 2 | Grecia | Piscina dello Stadio Centrale Lenin |

| Mosca 10 luglio 1986 | Stati Uniti | 11 – 5 | Grecia | Piscina dello Stadio Centrale Lenin |

| Mosca 10 luglio 1986 | Paesi Bassi | 7 – 8 | Ungheria | Piscina dello Stadio Centrale Lenin |

| Mosca 10 luglio 1986 | Unione Sovietica | 9 – 4 | Germania Ovest | Piscina dello Stadio Centrale Lenin |

| Mosca 11 luglio 1986 | Germania Ovest | 11 – 9 | Grecia | Piscina dello Stadio Centrale Lenin |

| Mosca 11 luglio 1986 | Stati Uniti | 8 – 8 | Ungheria | Piscina dello Stadio Centrale Lenin |

| Mosca 11 luglio 1986 | Unione Sovietica | 15 – 8 | Paesi Bassi | Piscina dello Stadio Centrale Lenin |

| Mosca 12 luglio 1986 | Stati Uniti | 7 – 5 | Germania Ovest | Piscina dello Stadio Centrale Lenin |

| Mosca 12 luglio 1986 | Paesi Bassi | 7 – 5 | Grecia | Piscina dello Stadio Centrale Lenin |

| Mosca 12 luglio 1986 | Unione Sovietica | 8 – 7 | Ungheria | Piscina dello Stadio Centrale Lenin |

| Mosca 13 luglio 1986 | Germania Ovest | 10 – 8 | Paesi Bassi | Piscina dello Stadio Centrale Lenin |

| Mosca 13 luglio 1986 | Ungheria | 12 – 8 | Grecia | Piscina dello Stadio Centrale Lenin |

| Mosca 13 luglio 1986 | Unione Sovietica | 10 – 5 | Stati Uniti | Piscina dello Stadio Centrale Lenin |

### Classifica
| Pos | Squadra          | Pt | G | V | P | S | GF | GS | DR  |
| --- | ---------------- | -- | - | - | - | - | -- | -- | --- |
| 1.  | Unione Sovietica | 10 | 5 | 5 | 0 | 0 | 52 | 26 | 26  |
| 2.  | Stati Uniti      | 7  | 5 | 3 | 1 | 1 | 43 | 33 | 10  |
| 3.  | Ungheria         | 6  | 5 | 2 | 2 | 1 | 45 | 41 | 4   |
| 4.  | Germania Ovest   | 5  | 5 | 2 | 1 | 2 | 40 | 43 | -3  |
| 5.  | Paesi Bassi      | 2  | 5 | 1 | 0 | 4 | 35 | 50 | -15 |
| 6.  | Grecia           | 0  | 5 | 0 | 0 | 5 | 29 | 51 | -22 |

## Graduatoria finale
| Pos     | Squadra          | Formazione |
| ------- | ---------------- | --- |
| Oro     | Unione Sovietica | Unione SovieticaApanasenko, Grišin, Kolotov, Markoč, Mshvenieradze, Prokoptčuk, Smirnov, Šarafeev, Berendjuga, Ivanov, Kotenko, Mendygaliev, Naumov, Šaranov, Volkov, Kolotov, CT: Boris Popov |
| Argento | Stati Uniti      | Stati UnitiBergeson, Boyer, Burke, Je. Campbell, Jo. Campbell, P. Campbell, Cleary, Cutino, Evans, Harris, Mouchawar, Robertson, Schroeder, Vargas, Wilson, CT: Bill Barnett                   |
| Bronzo  | Ungheria         | UngheriaAmbrus, Dóczi, Gáspár, Gyöngyösi, Keszthelyi, Kiss, Kuna, Matefalvy, Mészáros, Petőváry, Schmiedt, Szileczky, I. Tóth, S. Tóth, CT: János Konrád                                       |
| 4       | Germania Ovest   | Germania OvestChalmovsky, Ehrl, Fernández Alatorre, Hoppe, Huber, Jacoby, Kison, Osselmann, Otto, Röhle, Schervan, Schröder, Stamm, Theissmann, CT: Nicolae Firoiu                             |
| 5       | Paesi Bassi      | Paesi Basside Vries, Geurtsen, Havekotte, Helmsing, Jansen, Misdorp, Nonnekes, Noordegraaf, Pielstroom, M. van Belkum, S. van Belkum, van Groen, van Selst, van Winsen, Verboom, CT: -         |
| 6       | Grecia           | GreciaAronis, Christoforidis, Daras, Giannopoulos, Kaiafas, Mavrotas, A. Papanastasiou, T. Papanastasiou, Pateros, Repetto, Samartzidīs, Roupakas, Seletopoulos, Taylkos, Venetopoulos, CT: -  |